# Coronavirus du béluga
Gammacoronavirus delphinapteri
Espèce
Gammacoronavirus delphinapteri, aussi appelé coronavirus du béluga (ancien nom scientifique Beluga whale coronavirus, acronyme BWCoV), est un coronavirus du genre Gammacoronavirus et du sous-genre Segacovirus. Il s'agit d'un virus à ARN, découvert par séquençage du génome dans le foie d'un seul béluga décédé et décrit pour la première fois en 2008; ce fut la première description du génome complet d'un coronavirus trouvé chez un mammifère marin. 
Le béluga, un mâle né en captivité, est mort à l'âge de 13 ans après une courte maladie caractérisée par une atteinte pulmonaire généralisée et une insuffisance hépatique aiguë terminale. Le foie montrait des signes pathologiques, y compris des zones de nécrose. La microscopie électronique a montré de nombreuses particules virales rondes mesurant environ 60 à 80 nm dans le cytoplasme hépatique, mais il n'a pas été possible de confirmer si elles correspondaient à l'ARN identifié. On ne sait pas si le béluga est l'hôte naturel de ce virus. 
Une analyse génétique a montré que le virus était très divergent des autres coronavirus, sauf de ceux du genre Gammacoronavirus.  Un virus étroitement apparenté, qui pourrait avoir divergé de BWCoV vers 1959, a toutefois été signalé en 2014 chez des grands dauphins indo-pacifiques Tursiops aduncus, sans leur causer de symptômes apparents: les auteurs, qui l'ont nommé "Bottlenose dolphin coronavirus" (BdCoV), proposent que les deux soient inclus dans la même espèce, le coronavirus des cétacés Cetacean coronavirus.